# Женская лига американского футбола России
Женская Лига Американского Футбола России — национальный чемпионат по американскому футболу, разыгрываемый среди женских команд в России.

## История
С 2010-х годов начался рост женских коллективов по американскому футболу. Большую роль в популяризации игры среди девушек сыграла Женская лига американского футбола (WLAF). Будучи московской, WLAF приглашает для участия в своих соревнованиях и команды из других регионов страны. Получается полноценный Чемпионат России. Так, в 2019 году владивостокские "Косатки" представляли, по сути, сборную Дальнего Востока, куда вошли девушки и из хабаровских "Кобр". В 2021 году в турнире WLAF впервые приняли участие санкт-петербургские "Валькирии", ранее выступавшие в сильном чемпионате Финляндии.
Перед образованием WLAF было проведено три Кубка России. В 2015 и 2016 году Кубок выигрывали "Валькирии", а в 2017 году «Сирены».

## Участники
- Валькирии (Санкт-Петербург)
- Вишни (Москва)
- Дикие Волчицы (Екатеринбург)
- Единороги (Москва)
- Кобры (Хабаровск)
- Косатки (Владивосток)

## Победители и Призёры
| Год  | Чемпионы          | 2-е место                   | 3-е место                    |
| 2018 | «Сирены» Москва   | «Юникорнс» Москва           | «Стрекозы» Москва            |
| 2019 | «Юникорнс» Москва | «Косатки» Владивосток       | «Дикие Волчицы» Екатеринбург |
| 2020 | «Стрекозы» Москва | «Юникорнс» Москва           | «Сеченов-Феникс» Москва      |
| 2021 | «Юникорнс» Москва | «Валькирии» Санкт-Петербург | «Стрекозы» Москва            |
| 2022 | «Юникорнс» Москва | «Валькирии» Санкт-Петербург | «Сеченов-Феникс» Москва      |